# Place de l'Université (Barcelone)
Pour les articles homonymes, voir Place de l'Université.
La place de l'Université (en catalan : plaça de la Universitat) est une place publique de Barcelone.

## Situation
Elle est située à la jonction des avenues ronda de la Universitat, ronda de Sant Antoni et de la Gran Via de les Corts Catalanes. Elle marque la limite entre les arrondissements de l'Eixample et de la vieille-ville de Barcelone, plus précisément entre le quartier Sant Antoni, la partie gauche de l'Eixample et le Raval.

## Urbanisme et monuments
De forme rectangulaire, la place comprend une zone centrale piétonne agrémentée de quelques arbres et équipée de bancs. On y trouve l'accès principal à la station de métro.
Sur la partie nord-ouest se trouve la faculté de lettres classiques, dans les bâtiments historiques de l'université de Barcelone. C'est un édifice du XIXe siècle construit sur les plans de l'architecte Elies Rogent peu après le retour de l'université dans la ville. C'est également le campus le plus ancien de Barcelone.

## Transports
La place est desservie par la station Universitat située sur les lignes 1 et 2 du métro de Barcelone.